# Jakkapong Somboon
Jakkapong Somboon (thailändisch จักรพงษ์ สมบูรณ์, * 22. Dezember 1981) ist ein thailändischer Fußballspieler.

## Karriere
Jakkapong Somboon stand bis Ende 2013 bei Army United unter Vertrag. Wo er vorher gespielt hat, ist unbekannt. Der Verein aus der thailändischen Hauptstadt Bangkok spielte in der ersten Liga des Landes, der Thai Premier League. Für die Army absolvierte er sechs Erstligaspiele. 2014 wechselte er zum Ligakonkurrenten Sisaket FC nach Sisaket. Für Sisaket stand er 64-mal in der ersten Liga auf dem Spielfeld. Die Saison 2017 stand er bei Nongbua Pitchaya FC unter Vertrag. Mit dem Verein aus Nong Bua Lamphu spielte er in der zweiten Liga, der Thai League 2. Nach einem Jahr kehrte er zu seinem ehemaligen Verein Sisaket, der mittlerweile in die zweite Liga abgestiegen war, zurück. Hier stand er bis Ende 2019 unter Vertrag. Anfang 2020 wechselte er zum Drittligisten Pluakdaeng United FC nach Rayong. Mit dem Klub wurde er 2020 Meister der Eastern Region. In den Aufstiegsspielen zur zweiten Liga konnte sich der Verein nicht durchsetzen. Ende April 2022 wurde der Vertrag nicht verlängert.

## Erfolge
Pluakdaeng United FC
- Thai League 3 – East: 2020/21